# Eduardo Dato
Eduardo Dato e Iradier (A Coruña, 1856. augusztus 12. – Madrid, 1921. március 8.) spanyol konzervatív politikus. 1921-ben Madridban anarchista merénylet áldozata lett.

## Életpályája
1883 óta volt képviselő. 1899-ben  belügyminiszter, 1903-ban igazságügyminiszter, 1907 és  1909 között a kamara elnöke, 1913 és 1915, valamint 1917 és 1921 között Spanyolország miniszterelnöke volt. Az első világháború alatt semlegességi politikát folytatott.

## Halála
Eduardo Dato kormányfő 1921. március 8-án, az esti órákban gépkocsin tartott a szenátus üléséről otthonába. A Plaza de la Independencián merénylői, akik motoron követték az autót, tüzet nyitottak a jármű a hátsó részére. A támadók 21 lövést adtak le. A miniszterelnök olyan súlyosan megsérült, hogy kevéssel a támadás után meghalt. A merényletet három katalán anarchista, Pedro Matheu, Ramón Casanellas Lluch és Luis Nicolau Fort követte el. A támadásban a sofőr is meghalt.
A rendőrség hamar rábukkant az elkövetőkre. Pedro Matheu-t Spanyolországban fogták el, a többiek külföldre menekültek. Ramón Casanellas Lluch eljutott a Szovjetunióba. Az álnéven utazó Luis Nicolau Fort és felesége, Lucía Joaquina Concepción 1921. október 25-én érkezett Párizsból Berlinbe. Október 29-én őrizetbe vették őket, és Spanyolország kérte a kiadatásukat kérte. Németországban és Spanyolországban baloldali tiltakozáshullám kezdődött a kiadatás ellen. Berlin végül kiadta őket, és a házaspár 1922. február 23-án érkezett meg Madridba. A spanyol bíróság 1923. október 11-én kimondta rájuk a halálos ítéletet, de azt 1924-ben életfogytiglani büntetésre enyhítette.